# Nationalpark Iguazú
Der Iguazú-Nationalpark liegt im Norden Argentiniens und schützt den Teil der Iguazú-Wasserfälle auf argentinischer Seite sowie umliegende Gebiete der Atlantischen Regenwälder. Er wurde im Jahr 1934 eingerichtet und umfasst eine Fläche von insgesamt 677 Quadratkilometern. Im Jahr 1984 wurde er gemeinsam mit dem auf brasilianischer Seite liegenden Iguaçu-Nationalpark zum Weltnaturerbe erklärt.

## Lage
Der Park liegt im Nordosten Argentiniens an der Grenze zu Brasilien. Die nördliche Parkgrenze wird vom Iguazú-Fluss gebildet. Die nächstgelegene Stadt ist Puerto Iguazú (etwa 17 km von der Nationalparkgrenze entfernt). Der Nationalpark selbst umfasst eine Fläche von 677 Quadratkilometern inklusive eines etwa 63 Quadratkilometer großen Nationalreservats. Der Iguaçu-Nationalpark, der auf brasilianischer Seite angrenzt, ist etwa 1700 Quadratkilometer groß. Es gibt kaum größere Erhebungen und das ganze Parkgebiet liegt auf etwa 150 bis 740 m über dem Meeresspiegel.

## Klima und Vegetation
Das Klima ist subtropisch und feuchtwarm mit Jahresdurchschnittstemperaturen von etwa 20 °C, die auch im Winter nur relativ wenig unterschritten werden. Die durchschnittlichen Jahresniederschläge liegen bei etwa 1.800 mm, wobei Regen das ganze Jahr über vorkommt. Dennoch sind die Regenfälle zwischen Januar und März ergiebiger. In dieser Zeit führt auch der Iguazú mehr Wasser. Die Vegetation besteht aus Wäldern, wobei drei vorherrschende Typen unterschieden werden können. Erstens feuchte, subtropische, laubabwerfende Wälder, zweitens feuchte subtropische Regenwälder und drittens Dunstwälder im Bereich der Wasserfälle.

## Fauna

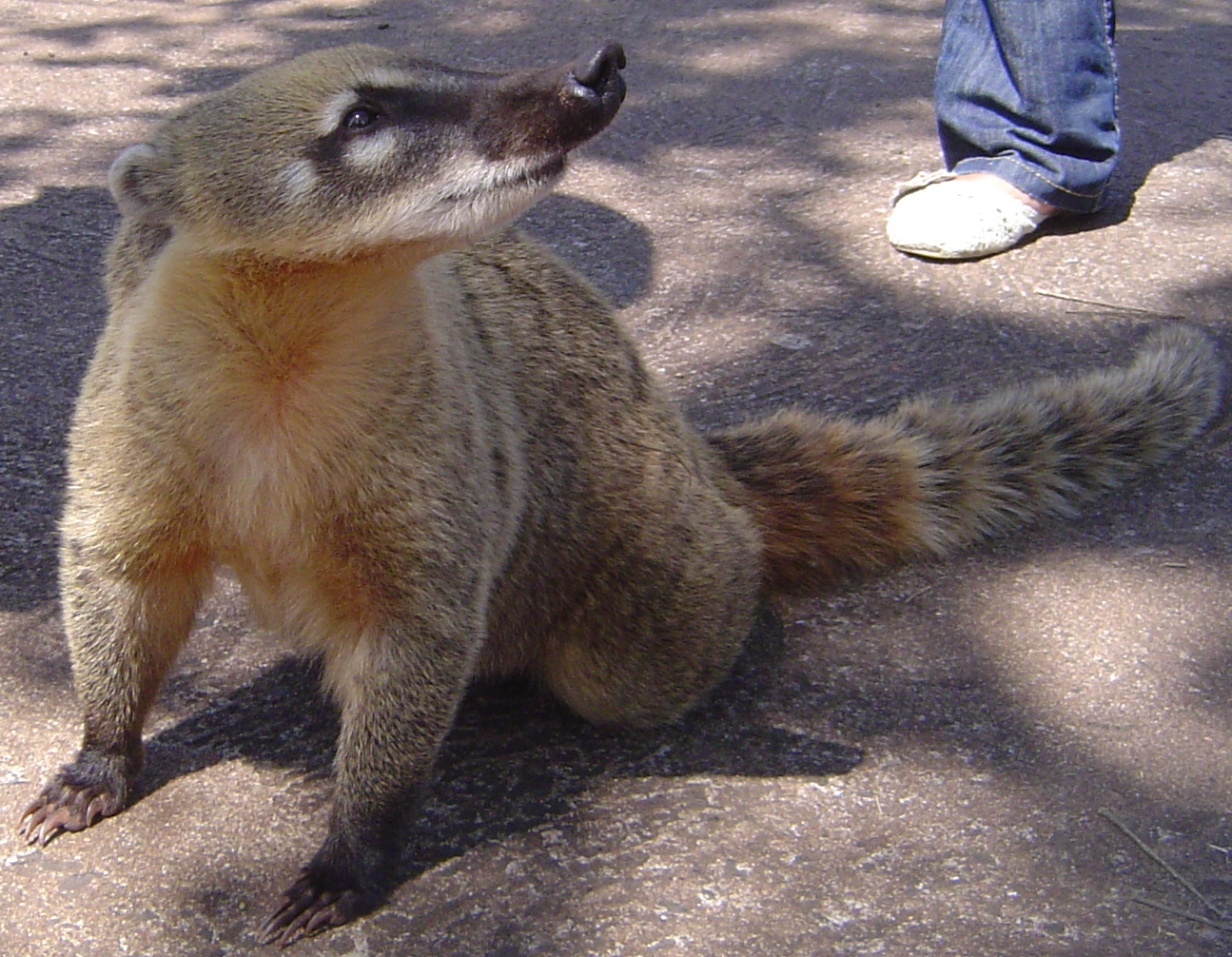
Die Nasenbären im Park sind bisweilen sehr zutraulich

Der Nationalpark ist Heimat zahlreicher bedrohter Säugetiere, wie etwa des Jaguars, der größten Raubkatze Südamerikas. Die Jaguarpopulation der Atlantischen Urwälder am oberen Río Paraná ist stark zersplittert und sinkt weiter. Ursache ist vor allem die Wilderei, die die Beutetiere des Jaguars reduziert. Eine Zählung, die in den Jahren 2004 bis 2006 im Nationalpark durchgeführt wurde, ergab eine Bestandsdichte von etwa ein bis zwei ausgewachsenen Jaguaren auf je 100 Quadratkilometern. Demnach sanken die Bestände seit den 1990er Jahren um das zwei- bis siebenfache. Insgesamt wird die Zahl der Jaguare im Grenzgebiet zwischen Brasilien und Argentinien auf 25 bis 53 ausgewachsene Tiere geschätzt. Weitere größere Säugetierarten des Schutzgebietes sind Flachlandtapir, Weißbartpekari, Wasserschwein, Brauner Brüllaffe, Gehaubter Kapuziner, Südlicher Tamandua, Großer Ameisenbär, Ozelot, Südliche Tigerkatze, Jaguarundi, Waldhund, Nasenbär, Krabbenwaschbär, Riesenotter, Südamerikanischer Fischotter. Ebenfalls im Park heimisch ist die Dickschwanzbeutelratte. Insgesamt beherbergt der Iguazú-Nationalpark mindestens 68 Säugetierarten, 422 Vogelarten, mehr als 40 Reptilienarten, 18 Amphibienarten und 250 verschiedene Arten von Schmetterlingen. Damit kommen etwa 44 % aller argentinischen Vogelarten im Nationalpark vor. Zusammen mit dem auf brasilianischer Seite liegenden Iguaçu-Nationalpark beherbergt er 83 Arten, die endemisch für die Mata Atlântica sind.

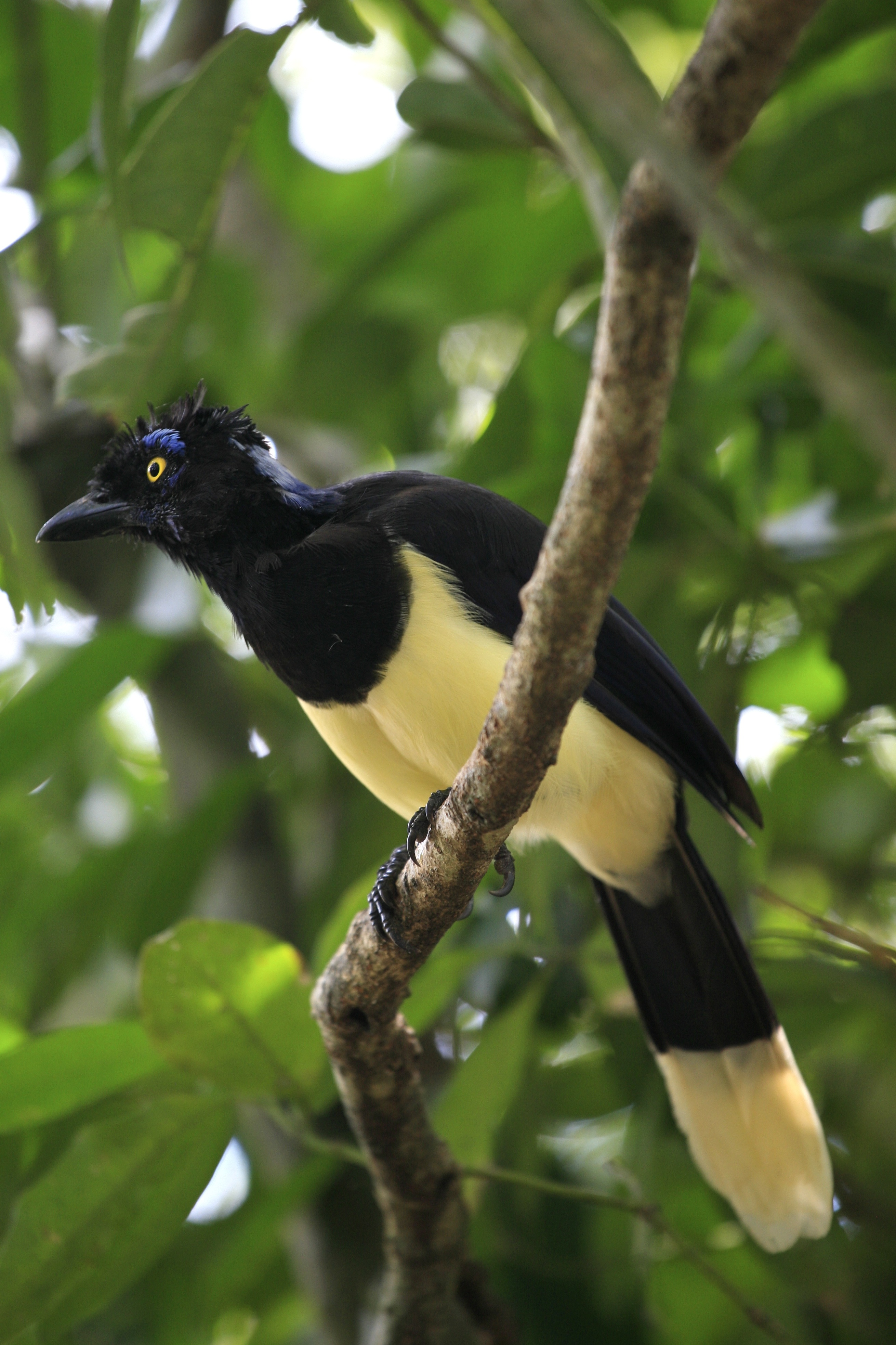
Kappenblaurabe im Nationalpark
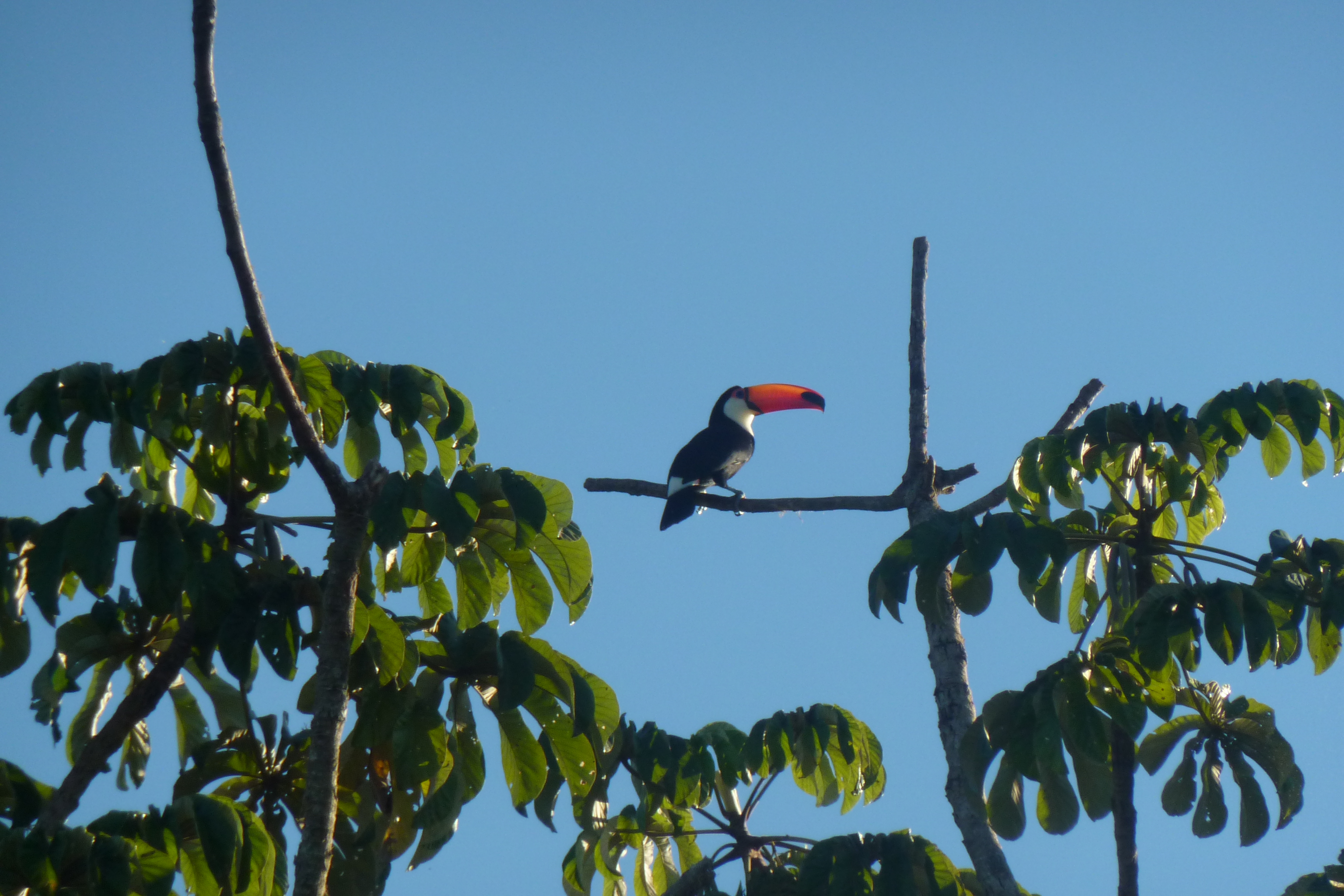
Riesentukan im Nationalpark